# シクロアルテノールシンターゼ
シクロアルテノールシンターゼ(Cycloartenol synthase、EC 5.4.99.8)は、以下の化学反応を触媒する酵素である。
(S)-2,3-エポキシスクアレン{\displaystyle \rightleftharpoons }シクロアルテノール
従って、この酵素の基質は(S)-2,3-エポキシスクアレンのみ、生成物はシクロアルテノールのみである。
この酵素は異性化酵素、特にその他の基を移す分子内転位酵素に分類される。系統名は、(S)-2,3-エポキシスクアレン ムターゼ(環化、シクロアルテノール形成)((S)-2,3-epoxysqualene mutase (cyclizing, cycloartenol-forming))である。
他に、
2,3-epoxysqualene cycloartenol-cyclase、squalene-2,3-epoxide-cycloartenol cyclase、2,3-epoxysqualene cycloartenol-cyclase、2,3-epoxysqualene-cycloartenol cyclase、2,3-oxidosqualene-cycloartenol cyclaseとも呼ばれる。また、この酵素はステロイド生合成に関与している。